# La Toupie
Pour plus de détails, voir Fiche technique et Distribution.
La Toupie (Волчок, Volchok) est un film russe réalisé par Vassili Sigarev, sorti en 2009.
Il est présenté au festival Kinotavr 2009 où il remporte le Grand Prix.

## Fiche technique
- Titre original : Волчок, Volchok
- Titre français : La Toupie
- Réalisation : Vassili Sigarev
- Scénario : Vassili Sigarev
- Photographie : Alekseï Arsentyev
- Montage : Dacha Danilova
- Pays d'origine : Russie
- Format : Couleurs - 35 mm - 1,85:1 - Dolby Digital
- Genre : drame
- Durée : 88 minutes
- Date de sortie :
  -  Russie : 11 juin 2009 (Kinotavr 2009), 1er octobre 2009 (sortie nationale)

## Distribution
- Polina Pluchek : la fille
- Yana Troyanova : la mère
- Veronika Lysakova : la fille ainée
- Marina Gapchenko : grand-mère
- Galina Kuvshinova : la sœur
- Andrei Dymshakov : l'oncle Kolya

## Prix
- Kinotavr 2009 : Grand Prix.
- Festival du cinéma russe à Honfleur 2009 : Meilleur premier film[2].